# Parafia Ewangelicko-Metodystyczna w Gliwicach
Parafia Ewangelicko-Metodystyczna w Gliwicach – zbór metodystyczny z siedzibą w Gliwicach, należący do okręgu południowego Kościoła Ewangelicko-Metodystycznego w RP.
Parafia została założona po II wojnie światowej przez przesiedleńców ze Lwowa, gdzie jeszcze przed wojną prowadzili oni zajęcia z języka angielskiego.